# Primo Tours
Primo Tours er et dansk rejsebureau, der blev etableret i Ringkøbing i 2009. Selskabets hovedprodukt er charterrejser til klassiske feriesteder i Sydeuropa.

## Historie
I oktober 2009 grundlagde Bjarke Hansen og Henrik Søndergaard virksomheden, efter de tilsammen havde arbejdet 37 år i rejsebranchen. De åbnede det første kontor 26. december 2009 i Ringkøbing. Den 3. maj 2010 sendte Primo Tours deres første chartergæster afsted på ferie, da 142 passagerer ombord på et Jet Time-fly lettede fra Billund Lufthavn med kurs mod Antalya Lufthavn i Tyrkiet, og videre med bus til Alanya. I det første år var cirka 9.000 personer ude og rejse med selskabet, og sæsonen efter var tallet steget til 13.000. I Primo Tours tredje sæson blev der udbudt 20.000 rejser, og man regnede med at komme ud med et samlet overskud for første gang siden etableringen.
I løbet af 2013 havde Primo flere gange benyttet fly fra Danish Air Transport (DAT), og i november 2013 indgik de to selskaber en aftale gældende fra 1. januar 2014 til udgangen af 2016, der betød at DAT skulle udfører alle Primo Tours flyvninger. Primo solgte kun rejser fra Billund Lufthavn.
Primo Tours købte i september 2014 konkurrenten Århus Charter, der forsatte under egen branding.
I januar 2015 sendte Primo Tours for første gang fly ud af Europa, da de startede op med rejser fra Billund til Villa Airport Maamigili i Maldiverne, hvor de 12 timer lange flyvninger blev foretaget med Jet Times Boeing 737-700, med en mellemlanding i Dubai. Flyvningerne blev i 2016 overtaget af DAT, der benyttede ældre mellemdistance Airbus A320-fly på ruten, med to mellemlandinger og en samlet flyvetid på 14.5 timer.

## Trivia
I december 2015 blev det offentliggjort at Primo Tours fra starten af 2016, havde indgået et to-årigt navnesponsoratet af Damehåndboldligaen.